# Palacio de Justicia del Condado de Pershing
El Palacio de Justicia del condado de Pershing en Lovelock (Estados Unidos) es un edificio gubernamental de estilo neoclásico construido entre 1920 y 1921. Tiene una planta hexagonal con una cúpula circular sobre la sala del tribunal circular central. Fue diseñado por Frederic Joseph DeLongchamps, quien previamente había diseñado otros seis juzgados de Nevada. DeLongchamps participó en el diseño de un nuevo juzgado para el condado de Humboldt, donde se había quemado el antiguo juzgado. Como resultado del resentimiento por las evaluaciones para el reemplazo en Winnemucca, se creó el nuevo condado de Pershing a partir de parte del condado de Humboldt y su sede se estableció en Lovelock. DeLongchamps, como arquitecto supervisor del estado de Nevada, se encargó del nuevo palacio de justicia de Lovelock.
Tioen un pórtico de estilo jónico poco profundo sobre un sótano elevado respaldado por una masa rectangular simple. Detrás de esto está el cuerpo principal hexagonal del palacio de justicia, construido con paredes curvas. Una cúpula poco profunda, que recuerda a la Biblioteca de la Universidad de Virginia de Thomas Jefferson, corona la sala del tribunal central. Los materiales de construcción principales son ladrillos con molduras de piedra y detalles de terracota. La construcción costó casi 100 000 dólares.